# Convocazioni per il campionato mondiale di hockey su ghiaccio maschile 2016
Ciascuna squadra partecipante al Campionato mondiale di hockey su ghiaccio maschile 2016 consisteva in almeno 15 giocatori (attaccanti e difensori) e 2 portieri, mentre al massimo si poteva disporre di 22 giocatori e 3 portieri.

## Gruppo A

### Danimarca
Allenatore:  Janne Karlsson
Lista dei convocati aggiornata al 10 maggio 2016.
| N. | Pos. | Nome                | Anno | Alt. | Peso | Tiro | Squadra                   |
| -- | ---- | ------------------- | ---- | ---- | ---- | ---- | ------------------------- |
| 4  | D    | Mads Bødker         | 1987 | 175  | 80   | L    | SønderjyskE               |
| 5  | D    | Daniel Nielsen      | 1980 | 182  | 83   | L    | Herning Blue Fox          |
| 6  | D    | Stefan Lassen       | 1985 | 190  | 90   | L    | Pelicans                  |
| 9  | A    | Frederik Storm      | 1989 | 180  | 86   | L    | Malmö                     |
| 11 | A    | Patrick Bjorkstrand | 1992 | 184  | 87   | L    | Medveščak                 |
| 12 | A    | Mads Christensen    | 1987 | 179  | 80   | L    | Red Bull München          |
| 13 | A    | Morten Green - C    | 1981 | 183  | 88   | L    | Rungsted                  |
| 14 | A    | Kirill Starkov      | 1987 | 184  | 95   | L    | Valais-Chablais           |
| 17 | A    | Nicklas Jensen      | 1993 | 191  | 85   | L    | Hartford Wolf Pack        |
| 20 | A    | Mathias From        | 1997 | 185  | 73   | L    | Rögle                     |
| 22 | D    | Markus Lauridsen    | 1991 | 188  | 89   | L    | AIK                       |
| 24 | A    | Nikolaj Ehlers      | 1996 | 185  | 80   | L    | Winnipeg Jets             |
| 25 | D    | Oliver Lauridsen    | 1989 | 197  | 104  | L    | Frölunda                  |
| 28 | D    | Emil Kristensen     | 1992 | 184  | 84   | R    | IK Oskarshamn             |
| 29 | A    | Morten Madsen - A   | 1987 | 190  | 87   | L    | Hamburg Freezers          |
| 31 | P    | Simon Nielsen       | 1986 | 188  | 80   | R    | Herning Blue Fox          |
| 32 | P    | Sebastian Dahm      | 1987 | 186  | 82   | R    | Graz 99ers                |
| 36 | A    | Jannik Hansen       | 1986 | 185  | 92   | R    | Vancouver Canucks         |
| 38 | A    | Morten Poulsen      | 1988 | 184  | 84   | L    | Graz 99ers                |
| 39 | P    | Georg Sørensen      | 1995 | 176  | 75   | L    | Frederikshavn White Hawks |
| 41 | D    | Jesper Jensen - A   | 1991 | 183  | 86   | L    | Jokerit                   |
| 42 | A    | Mikkel Aagaard      | 1995 | 180  | 81   | L    | Sudbury Wolves            |
| 48 | D    | Nicholas Jensen     | 1989 | 189  | 90   | L    | Esbjerg Energy            |
| 50 | A    | Mathias Bau Hansen  | 1993 | 200  | 108  | L    | Frederikshavn White Hawks |
| 81 | A    | Lars Eller          | 1989 | 185  | 90   | L    | Montreal Canadiens        |

### Kazakistan
Allenatore:  Andrej Nazarov
Lista dei convocati aggiornata all'11 maggio 2016.
| N. | Pos. | Nome                  | Anno | Alt. | Peso | Tiro | Squadra          |
| -- | ---- | --------------------- | ---- | ---- | ---- | ---- | ---------------- |
| 1  | P    | Pavel Poluėktov       | 1992 | 181  | 80   | L    | Barys Astana     |
| 2  | D    | Roman Savčenko        | 1988 | 189  | 87   | L    | Barys Astana     |
| 3  | D    | Vjačeslav Trjasunov   | 1985 | 182  | 86   | R    | Barys Astana     |
| 5  | D    | Andrej Korabejnikov   | 1987 | 184  | 82   | L    | Toros Neftekamsk |
| 7  | D    | Maksim Semënov        | 1984 | 182  | 81   | L    | Barys Astana     |
| 9  | A    | Nigel Dawes - A       | 1985 | 173  | 81   | L    | Barys Astana     |
| 15 | A    | Maksim Chudjakov      | 1986 | 171  | 75   | R    | Barys Astana     |
| 17 | A    | Michail Pan'šin       | 1983 | 182  | 78   | R    | Barys Astana     |
| 20 | P    | Vitalij Kolesnik      | 1979 | 190  | 92   | L    | Lok. Jaroslavl’  |
| 22 | A    | Roman Starčenko - C   | 1986 | 178  | 82   | L    | Barys Astana     |
| 27 | A    | Brandon Bochenski - A | 1982 | 184  | 86   | R    | Barys Astana     |
| 29 | A    | Dmitrij Grenc         | 1996 | 185  | 85   | R    | Barys Astana     |
| 32 | P    | Dmitrij Malgin        | 1987 | 186  | 83   | L    | Nomad Astana     |
| 41 | A    | Dustin Boyd           | 1986 | 183  | 85   | L    | Barys Astana     |
| 46 | D    | Aleksandr Lipin       | 1985 | 187  | 100  | L    | Barys Astana     |
| 49 | A    | Aleksandr Šin         | 1981 | 185  | 74   | L    | Kazcink-Torpedo  |
| 52 | A    | Il'ja Solarëv         | 1979 | 192  | 91   | L    | Barys Astana     |
| 53 | A    | Vladimir Markelov     | 1987 | 175  | 82   | L    | Arlan Kökşetaw   |
| 62 | A    | Vadim Krasnoslobodcev | 1983 | 188  | 90   | L    | Barys Astana     |
| 69 | D    | Il'ja Lobanov         | 1996 | 199  | 97   | L    | Barys Astana     |
| 81 | A    | Konstantin Puškarëv   | 1985 | 181  | 78   | L    | Barys Astana     |
| 87 | D    | Artemij Lakiza        | 1987 | 178  | 82   | L    | Barys Astana     |
| 88 | A    | Evgenij Rymarev       | 1988 | 175  | 76   | L    | Kazcink-Torpedo  |
| 91 | A    | Nikita Ivanov         | 1989 | 193  | 95   | L    | Saryarka         |
| 94 | D    | Danijar Kairov        | 1994 | 182  | 95   | L    | Nomad Astana     |

### Lettonia
Allenatore:  Leonīds Beresņevs
Lista dei convocati aggiornata al 9 maggio 2016.
| N. | Pos. | Nome                  | Anno | Alt. | Peso | Tiro | Squadra               |
| -- | ---- | --------------------- | ---- | ---- | ---- | ---- | --------------------- |
| 1  | P    | Jānis Kalniņš         | 1991 | 182  | 87   | L    | Fehérvár AV19         |
| 3  | D    | Maksims Širokovs      | 1982 | 181  | 87   | R    | Vipiteno Broncos      |
| 5  | D    | Edgars Siksna         | 1993 | 186  | 93   | R    | Saryarka              |
| 8  | A    | Aleksejs Širokovs     | 1981 | 180  | 89   | R    | Neftjanik Al'met'evsk |
| 11 | D    | Kristaps Sotnieks     | 1987 | 183  | 93   | L    | Dinamo Riga           |
| 13 | D    | Guntis Galviņš        | 1986 | 186  | 87   | L    | Dinamo Riga           |
| 16 | A    | Kaspars Daugaviņš - C | 1988 | 183  | 97   | L    | Torpedo N. Novg.      |
| 18 | A    | Rodrigo Ābols         | 1996 | 195  | 84   | L    | Portland Winterhawks  |
| 21 | A    | Gunārs Skvorcovs      | 1990 | 187  | 97   | L    | Dinamo Riga           |
| 22 | D    | Jānis Andersons       | 1986 | 187  | 88   | L    | HKm Zvolen            |
| 23 | D    | Aleksandrs Jerofejevs | 1984 | 190  | 93   | L    | Dinamo Riga           |
| 24 | A    | Miķelis Rēdlihs       | 1984 | 181  | 81   | L    | Dinamo Riga           |
| 25 | A    | Andris Džeriņš        | 1988 | 185  | 85   | L    | Dinamo Riga           |
| 27 | D    | Oskars Cibuļskis      | 1988 | 188  | 86   | L    | Dinamo Riga           |
| 28 | A    | Zemgus Girgensons - A | 1994 | 188  | 92   | L    | Buffalo Sabres        |
| 29 | D    | Ralfs Freibergs       | 1991 | 180  | 87   | L    | Toledo Walleye        |
| 30 | P    | Elvis Merzļikins      | 1994 | 191  | 85   | L    | Lugano                |
| 31 | P    | Edgars Masaļskis      | 1980 | 175  | 78   | L    | Lada Togliatti        |
| 70 | A    | Miks Indrašis         | 1990 | 192  | 85   | L    | Dinamo Riga           |
| 71 | A    | Roberts Bukarts       | 1990 | 184  | 84   | R    | PSG Zlín              |
| 79 | A    | Vitalijs Pavlovs      | 1989 | 193  | 101  | L    | Dinamo Riga           |
| 87 | A    | Gints Meija - A       | 1987 | 185  | 90   | L    | Dinamo Riga           |
| 91 | A    | Ronalds Ķēniņš        | 1991 | 182  | 91   | L    | Vancouver Canucks     |
| 94 | A    | Edgars Kulda          | 1994 | 184  | 86   | L    | Dinamo Riga           |
| 96 | A    | Māris Bičevskis       | 1991 | 180  | 82   | L    | Dinamo Riga           |

### Norvegia
Allenatore:  Roy Johansen
Lista dei convocati aggiornata al 5 maggio 2016.
| N. | Pos. | Nome                       | Anno | Alt. | Peso | Tiro | Squadra            |
| -- | ---- | -------------------------- | ---- | ---- | ---- | ---- | ------------------ |
| 4  | D    | Johannes Johannesen        | 1997 | 181  | 85   | R    | Stavanger Oilers   |
| 6  | D    | Jonas Holøs                | 1987 | 180  | 93   | R    | Färjestad          |
| 8  | A    | Mathias Trettenes          | 1993 | 179  | 76   | L    | Stavanger Oilers   |
| 10 | D    | Mattias Nørstebø           | 1995 | 178  | 82   | L    | Brynäs             |
| 11 | A    | Andreas Stene              | 1991 | 190  | 91   | L    | Mora               |
| 12 | D    | Michael Haga               | 1992 | 180  | 77   | L    | Almtuna            |
| 14 | D    | Dennis Sveum               | 1986 | 185  | 86   | L    | Stavanger Oilers   |
| 20 | A    | Anders Bastiansen - A      | 1980 | 190  | 93   | L    | Frisk Tigers       |
| 21 | A    | Morten Ask                 | 1980 | 185  | 88   | L    | Vålerenga          |
| 22 | A    | Martin Røymark             | 1986 | 184  | 86   | L    | Färjestad          |
| 23 | D    | Mats Trygg - A             | 1976 | 179  | 85   | R    | Lørenskog          |
| 24 | A    | Andreas Martinsen          | 1990 | 190  | 100  | L    | Colorado Avalanche |
| 26 | A    | Kristian Forsberg          | 1986 | 183  | 88   | R    | Stavanger Oilers   |
| 28 | A    | Niklas Roest               | 1986 | 174  | 80   | L    | Sparta Warriors    |
| 29 | A    | Robin Dahlstrøm            | 1988 | 183  | 100  | L    | Lørenskog          |
| 30 | P    | Lars Haugen                | 1987 | 185  | 83   | L    | Färjestad          |
| 31 | P    | Lars Volden                | 1992 | 190  | 95   | L    | Rögle              |
| 36 | A    | Mats Zuccarello            | 1987 | 171  | 74   | L    | New York Rangers   |
| 40 | A    | Ken André Olimb            | 1989 | 179  | 81   | L    | Düsseldorfer EG    |
| 42 | D    | Henrik Ødegaard            | 1988 | 180  | 89   | L    | Lørenskog          |
| 46 | A    | Mathis Olimb               | 1986 | 177  | 79   | L    | Kloten Flyers      |
| 51 | A    | Mats Rosseli Olsen         | 1991 | 180  | 83   | L    | Frölunda           |
| 55 | D    | Ole-Kristian Tollefsen - C | 1984 | 187  | 94   | L    | Färjestad          |
| 70 | P    | Steffen Søberg             | 1993 | 180  | 78   | L    | Vålerenga          |
| 93 | A    | Thomas Valkvæ Olsen        | 1993 | 186  | 88   | R    | Frisk Tigers       |

### Rep. Ceca
Allenatore:  Vladimír Vůjtek
Lista dei convocati aggiornata al 17 maggio 2016.
| N. | Pos. | Nome               | Anno | Alt. | Peso | Tiro | Squadra             |
| -- | ---- | ------------------ | ---- | ---- | ---- | ---- | ------------------- |
| 5  | D    | Jakub Jeřábek      | 1991 | 181  | 89   | L    | Plzeň 1929          |
| 6  | D    | Michal Kempný - A  | 1990 | 183  | 88   | L    | Avangard Omsk       |
| 10 | A    | Roman Červenka - A | 1985 | 181  | 85   | L    | Piráti Chomutov     |
| 12 | A    | Radek Faksa        | 1994 | 191  | 96   | L    | Dallas Stars        |
| 14 | A    | Tomáš Plekanec - C | 1982 | 179  | 79   | L    | Montreal Canadiens  |
| 16 | A    | Michal Birner      | 1986 | 183  | 83   | L    | Bílí Tygři Liberec  |
| 22 | A    | Lukáš Kašpar       | 1985 | 189  | 97   | L    | Slovan Bratislava   |
| 24 | D    | Petr Zámorský      | 1992 | 180  | 86   | R    | Örebro              |
| 26 | A    | Martin Zaťovič     | 1985 | 180  | 91   | L    | Lada Togliatti      |
| 29 | D    | Jan Kolář          | 1986 | 190  | 92   | L    | Amur Chabarovsk     |
| 33 | P    | Pavel Francouz     | 1990 | 182  | 81   | R    | Traktor Čeljabinsk  |
| 35 | P    | Matěj Machovský    | 1993 | 189  | 85   | L    | Plzeň 1929          |
| 38 | P    | Dominik Furch      | 1990 | 188  | 91   | L    | Avangard Omsk       |
| 41 | A    | Tomáš Filippi      | 1992 | 185  | 85   | L    | Magnitogorsk        |
| 42 | A    | Petr Koukal        | 1982 | 177  | 87   | L    | Avtomobilist        |
| 43 | A    | Jan Kovář          | 1990 | 180  | 94   | R    | Magnitogorsk        |
| 45 | D    | Radim Šimek        | 1992 | 180  | 89   | L    | Bílí Tygři Liberec  |
| 47 | D    | Michal Jordán      | 1990 | 185  | 90   | L    | Carolina Hurricanes |
| 52 | D    | Milan Doudera      | 1993 | 183  | 90   | L    | Oceláři Trinec      |
| 62 | A    | Michal Řepík       | 1988 | 178  | 82   | R    | Bílí Tygři Liberec  |
| 79 | A    | Tomáš Zohorna      | 1988 | 185  | 91   | L    | Amur Chabarovsk     |
| 84 | D    | Tomáš Kundrátek    | 1989 | 187  | 91   | R    | Slovan Bratislava   |
| 88 | A    | David Pastrňák     | 1996 | 183  | 82   | R    | Boston Bruins       |
| 90 | A    | Robert Kousal      | 1990 | 186  | 89   | L    | Metallurg Novok.    |
| 96 | A    | Richard Jarůšek    | 1991 | 189  | 98   | L    | BK Mladá Boleslav   |

### Russia
Allenatore:  Oļegs Znaroks
Lista dei convocati aggiornata al 14 maggio 2016.
| N. | Pos. | Nome                 | Anno | Alt. | Peso | Tiro | Squadra               |
| -- | ---- | -------------------- | ---- | ---- | ---- | ---- | --------------------- |
| 7  | A    | Ivan Telegin         | 1992 | 193  | 92   | L    | CSKA Mosca            |
| 8  | A    | Aleksandr Ovečkin    | 1985 | 190  | 100  | R    | Washington Capitals   |
| 9  | D    | Viktor Antipin       | 1992 | 175  | 80   | L    | Magnitogorsk          |
| 10 | A    | Sergej Mozjakin - A  | 1981 | 180  | 87   | R    | Magnitogorsk          |
| 13 | A    | Pavel Dacjuk - C     | 1978 | 180  | 88   | L    | Detroit Red Wings     |
| 16 | A    | Sergej Plotnikov     | 1990 | 188  | 90   | L    | Arizona Coyotes       |
| 22 | D    | Nikita Zaicev        | 1991 | 189  | 89   | R    | CSKA Mosca            |
| 23 | A    | Roman Ljubimov       | 1992 | 188  | 94   | R    | CSKA Mosca            |
| 26 | D    | Vjačeslav Vojnov     | 1990 | 182  | 84   | R    | SKA Pietroburgo       |
| 27 | A    | Artemij Panarin      | 1991 | 180  | 77   | R    | Chicago Blackhawks    |
| 30 | P    | Igor' Šestërkin      | 1995 | 185  | 85   | L    | SKA Pietroburgo       |
| 31 | P    | Il'ja Sorokin        | 1995 | 188  | 78   | L    | CSKA Mosca            |
| 39 | A    | Stepan Sannikov      | 1990 | 183  | 91   | L    | Sibir’ Novosibirsk    |
| 40 | A    | Sergej Kalinin       | 1991 | 190  | 86   | L    | New Jersey Devils     |
| 52 | A    | Sergej Širokov       | 1986 | 178  | 89   | R    | SKA Pietroburgo       |
| 53 | D    | Aleksej Marčenko     | 1992 | 188  | 96   | R    | Detroit Red Wings     |
| 63 | A    | Evgenij Dadonov      | 1989 | 179  | 84   | L    | SKA Pietroburgo       |
| 72 | P    | Sergej Bobrovskij    | 1988 | 188  | 86   | L    | Columbus Blue Jackets |
| 73 | D    | Maksim Čudinov       | 1987 | 180  | 92   | R    | SKA Pietroburgo       |
| 74 | D    | Aleksej Emelin       | 1986 | 185  | 97   | L    | Montreal Canadiens    |
| 77 | D    | Anton Belov          | 1986 | 193  | 97   | L    | SKA Pietroburgo       |
| 81 | D    | Dmitrij Orlov        | 1991 | 182  | 91   | L    | Washington Capitals   |
| 87 | A    | Vadim Šipačëv - A    | 1987 | 183  | 85   | L    | SKA Pietroburgo       |
| 92 | A    | Evgenij Kuznecov     | 1992 | 186  | 87   | L    | Washington Capitals   |
| 96 | A    | Aleksandr Burmistrov | 1991 | 185  | 82   | L    | Winnipeg Jets         |

### Svezia
Allenatore:  Pär Mårts
Lista dei convocati aggiornata al 17 maggio 2016.
| N. | Pos. | Nome                | Anno | Alt. | Peso | Tiro | Squadra               |
| -- | ---- | ------------------- | ---- | ---- | ---- | ---- | --------------------- |
| 4  | D    | Mattias Ekholm      | 1990 | 193  | 93   | L    | Nashville Predators   |
| 5  | D    | Adam Larsson        | 1992 | 191  | 93   | R    | New Jersey Devils     |
| 6  | D    | Oscar Fantenberg    | 1991 | 184  | 92   | L    | Frölunda              |
| 7  | A    | Patrick Cehlin      | 1991 | 180  | 76   | R    | Rögle                 |
| 10 | D    | Johan Fransson      | 1985 | 187  | 90   | L    | Ginevra-Servette      |
| 13 | A    | Mattias Ritola      | 1987 | 182  | 89   | L    | Skellefteå AIK        |
| 14 | A    | Gustav Nyquist      | 1989 | 182  | 83   | L    | Detroit Red Wings     |
| 15 | A    | Mattias Sjögren     | 1987 | 189  | 97   | L    | Ak Bars Kazan’        |
| 18 | A    | Mikael Backlund - A | 1989 | 184  | 90   | L    | Calgary Flames        |
| 21 | A    | Jimmie Ericsson - C | 1980 | 187  | 94   | L    | Skellefteå AIK        |
| 25 | P    | Jacob Markström     | 1990 | 198  | 89   | L    | Vancouver Canucks     |
| 27 | A    | Martin Lundberg     | 1990 | 184  | 95   | L    | Skellefteå AIK        |
| 28 | A    | Johan Sundström     | 1992 | 189  | 91   | R    | Frölunda              |
| 29 | D    | Erik Gustafsson - A | 1988 | 180  | 82   | L    | Kloten Flyers         |
| 30 | A    | Viktor Fasth        | 1982 | 183  | 87   | L    | CSKA Mosca            |
| 32 | D    | Magnus Nygren       | 1990 | 185  | 87   | R    | Färjestad             |
| 35 | P    | Joel Lassinantti    | 1993 | 175  | 80   | L    | Luleå                 |
| 37 | A    | John Norman         | 1991 | 180  | 80   | L    | Skellefteå AIK        |
| 41 | A    | Alexander Wennberg  | 1994 | 186  | 85   | L    | Columbus Blue Jackets |
| 54 | D    | Anton Lindholm      | 1994 | 180  | 88   | L    | Skellefteå AIK        |
| 56 | D    | Erik Gustafsson     | 1992 | 184  | 80   | L    | Chicago Blackhawks    |
| 65 | A    | André Burakowsky    | 1995 | 187  | 82   | L    | Washington Capitals   |
| 67 | A    | Linus Omark         | 1987 | 180  | 82   | L    | Salavat Julaev        |
| 86 | A    | Linus Klasen        | 1986 | 176  | 82   | L    | Lugano                |
| 87 | A    | Robert Rosén        | 1987 | 180  | 80   | R    | Växjö Lakers          |

### Svizzera
Allenatore:  Patrick Fischer
Lista dei convocati aggiornata all'11 maggio 2016.
| N. | Pos. | Nome              | Anno | Alt. | Peso | Tiro | Squadra                |
| -- | ---- | ----------------- | ---- | ---- | ---- | ---- | ---------------------- |
| 4  | D    | Patrick Geering   | 1990 | 178  | 88   | L    | ZSC Lions              |
| 6  | D    | Yannick Weber     | 1988 | 179  | 89   | R    | Vancouver Canucks      |
| 10 | A    | Andres Ambühl - C | 1983 | 176  | 82   | R    | Davos                  |
| 13 | D    | Félicien Du Bois  | 1983 | 187  | 84   | R    | Davos                  |
| 15 | A    | Gregory Hofmann   | 1992 | 182  | 80   | L    | Lugano                 |
| 16 | D    | Raphael Diaz - A  | 1986 | 180  | 90   | R    | New York Rangers       |
| 19 | A    | Reto Schäppi      | 1991 | 193  | 94   | L    | ZSC Lions              |
| 20 | P    | Reto Berra        | 1987 | 194  | 89   | L    | Colorado Avalanche     |
| 22 | A    | Nino Niederreiter | 1992 | 188  | 93   | L    | Minnesota Wild         |
| 29 | P    | Robert Mayer      | 1989 | 185  | 89   | L    | Ginevra-Servette       |
| 32 | A    | Noah Schneeberger | 1988 | 187  | 85   | R    | Davos                  |
| 39 | P    | Sandro Zurkirchen | 1990 | 178  | 75   | L    | Ambrì-Piotta           |
| 43 | A    | Morris Trachsler  | 1984 | 183  | 90   | L    | ZSC Lions              |
| 53 | D    | Christian Marti   | 1993 | 192  | 95   | L    | Lehigh Valley Phantoms |
| 56 | A    | Dino Wieser       | 1989 | 181  | 83   | L    | Davos                  |
| 58 | D    | Eric Blum         | 1986 | 178  | 82   | L    | Berna                  |
| 65 | A    | Marc Wieser       | 1987 | 181  | 83   | R    | Davos                  |
| 70 | A    | Denis Hollenstein | 1989 | 183  | 88   | L    | Kloten Flyers          |
| 77 | A    | Robin Grossmann   | 1987 | 180  | 85   | L    | Zugo                   |
| 82 | A    | Simon Moser - A   | 1991 | 187  | 95   | R    | Berna                  |
| 85 | A    | Sven Andrighetto  | 1993 | 175  | 83   | L    | Montreal Canadiens     |
| 92 | A    | Gaëtan Haas       | 1992 | 181  | 80   | R    | Bienne                 |
| 93 | A    | Lino Martschini   | 1993 | 168  | 65   | R    | Zugo                   |
| 94 | A    | Samuel Walser     | 1992 | 190  | 95   | L    | Davos                  |
| 95 | A    | Julian Walker     | 1986 | 187  | 94   | R    | Lugano                 |

## Gruppo B

### Bielorussia
Allenatore:  Dave Lewis
Lista dei convocati aggiornata all'8 maggio 2016.
| N. | Pos. | Nome                  | Anno | Alt. | Peso | Tiro | Squadra            |
| -- | ---- | --------------------- | ---- | ---- | ---- | ---- | ------------------ |
| 1  | P    | Vital' Koval'         | 1980 | 188  | 97   | L    | Västerås           |
| 2  | D    | Kiryl Hatavec         | 1991 | 183  | 84   | L    | Rockford IceHogs   |
| 8  | D    | Il'ja Šynkevič        | 1989 | 189  | 86   | L    | Dinamo Minsk       |
| 9  | D    | Raman Dzjukaŭ         | 1995 | 187  | 92   | L    | Junost Minsk       |
| 13 | A    | Sjarhej Drozd         | 1990 | 181  | 77   | L    | Dinamo Minsk       |
| 14 | D    | Jaŭhen Lisavec        | 1994 | 183  | 90   | R    | Dinamo Minsk       |
| 15 | A    | Arcëm Dzjamkoŭ        | 1989 | 178  | 78   | R    | Šachcёr Salihorsk  |
| 16 | A    | Geoff Platt           | 1985 | 176  | 82   | L    | CSKA Mosca         |
| 17 | A    | Aljaksej Kaljužny - C | 1977 | 177  | 86   | L    | Dinamo Minsk       |
| 18 | D    | Kristian Chenkel'     | 1995 | 182  | 85   | L    | Junost Minsk       |
| 19 | A    | Mikita Kamaroŭ        | 1988 | 187  | 90   | L    | Dinamo Minsk       |
| 23 | A    | Andrėj Stas'          | 1988 | 189  | 88   | L    | Neftechimik        |
| 25 | D    | Aleh Javenka          | 1991 | 201  | 104  | L    | Lake Erie Monsters |
| 26 | D    | Mikita Uscinenka      | 1995 | 186  | 78   | R    | Dinamo Minsk       |
| 35 | P    | Kevin Lalande         | 1987 | 182  | 83   | L    | Dinamo Minsk       |
| 40 | P    | Dzmitryj Mil'čakoŭ    | 1986 | 183  | 78   | L    | Dinamo Minsk       |
| 46 | A    | Andrėj Kascicyn - A   | 1985 | 183  | 103  | L    | Soči               |
| 61 | A    | Andrėj Scjapanaŭ      | 1986 | 178  | 91   | R    | Dinamo Minsk       |
| 70 | A    | Charles Linglet       | 1982 | 188  | 92   | L    | Dinamo Minsk       |
| 71 | A    | Aljaksandr Paŭlovič   | 1988 | 184  | 86   | L    | Dinamo Minsk       |
| 74 | A    | Sjarhej Kascicyn      | 1987 | 183  | 96   | L    | Torpedo N. Novg.   |
| 77 | A    | Aljaksandr Kitaraŭ    | 1987 | 190  | 96   | L    | Neftechimik        |
| 88 | A    | Jaŭhen Kavyršyn       | 1986 | 178  | 78   | L    | Severstal’         |
| 89 | D    | Dzmitryj Korabaŭ - A  | 1989 | 190  | 108  | L    | Spartak Mosca      |
| 91 | A    | Artur Haŭrus          | 1994 | 179  | 84   | L    | Dinamo Minsk       |

### Canada
Allenatore:  Bill Peters
Lista dei convocati aggiornata al 16 maggio 2016.
| N. | Pos. | Nome              | Anno | Alt. | Peso | Tiro | Squadra               |
| -- | ---- | ----------------- | ---- | ---- | ---- | ---- | --------------------- |
| 4  | A    | Taylor Hall       | 1991 | 185  | 90   | L    | Edmonton Oilers       |
| 5  | D    | Cody Ceci         | 1995 | 190  | 93   | R    | Ottawa Senators       |
| 6  | D    | Ryan Ellis        | 1991 | 178  | 80   | R    | Nashville Predators   |
| 7  | D    | Mike Matheson     | 1994 | 188  | 86   | L    | Portland Pirates      |
| 8  | D    | Chris Tanev       | 1989 | 188  | 84   | R    | Vancouver Canucks     |
| 9  | A    | Matt Duchene - A  | 1991 | 185  | 90   | L    | Colorado Avalanche    |
| 10 | D    | Ben Hutton        | 1993 | 188  | 83   | L    | Vancouver Canucks     |
| 11 | A    | Brendan Gallagher | 1992 | 173  | 81   | R    | Montreal Canadiens    |
| 14 | D    | Matt Dumba        | 1994 | 183  | 83   | R    | Minnesota Wild        |
| 16 | A    | Max Domi          | 1995 | 175  | 84   | L    | Arizona Coyotes       |
| 19 | A    | Derick Brassard   | 1987 | 184  | 76   | L    | New York Rangers      |
| 23 | A    | Sam Reinhart      | 1995 | 185  | 84   | R    | Buffalo Sabres        |
| 24 | A    | Corey Perry - C   | 1985 | 190  | 95   | R    | Anaheim Ducks         |
| 27 | D    | Ryan Murray       | 1993 | 184  | 91   | L    | Columbus Blue Jackets |
| 31 | P    | Calvin Pickard    | 1992 | 185  | 92   | L    | Colorado Avalanche    |
| 33 | P    | Cam Talbot        | 1987 | 190  | 82   | L    | Edmonton Oilers       |
| 38 | A    | Boone Jenner      | 1993 | 186  | 93   | L    | Columbus Blue Jackets |
| 44 | D    | Morgan Rielly     | 1994 | 185  | 83   | L    | Toronto Maple Leafs   |
| 55 | A    | Mark Scheifele    | 1993 | 188  | 89   | R    | Winnipeg Jets         |
| 61 | A    | Mark Stone        | 1992 | 190  | 93   | R    | Ottawa Senators       |
| 63 | A    | Brad Marchand     | 1988 | 176  | 83   | L    | Boston Bruins         |
| 90 | A    | Ryan O'Reilly - A | 1991 | 183  | 96   | L    | Buffalo Sabres        |
| 97 | A    | Connor McDavid    | 1997 | 185  | 85   | L    | Edmonton Oilers       |

### Finlandia
Allenatore:  Kari Jalonen
Lista dei convocati aggiornata al 13 maggio 2016.
| N. | Pos. | Nome               | Anno | Alt. | Peso | Tiro | Squadra             |
| -- | ---- | ------------------ | ---- | ---- | ---- | ---- | ------------------- |
| 1  | P    | Juuse Saros        | 1995 | 180  | 82   | R    | Nashville Predators |
| 2  | D    | Ville Pokka        | 1994 | 183  | 89   | R    | Chicago Blackhawks  |
| 4  | D    | Tommi Kivistö      | 1991 | 186  | 95   | L    | Avtomobilist        |
| 5  | D    | Lasse Kukkonen - A | 1981 | 183  | 85   | L    | Oulun Kärpät        |
| 6  | D    | Topi Jaakola       | 1983 | 188  | 90   | L    | Jokerit             |
| 7  | D    | Esa Lindell        | 1994 | 191  | 94   | L    | Dallas Stars        |
| 9  | A    | Mikko Koivu - C    | 1983 | 189  | 92   | L    | Minnesota Wild      |
| 19 | P    | Mikko Koskinen     | 1988 | 200  | 87   | L    | SKA Pietroburgo     |
| 20 | D    | Sebastian Aho      | 1997 | 181  | 80   | L    | Oulun Kärpät        |
| 24 | A    | Jani Lajunen       | 1990 | 185  | 75   | L    | Jokerit             |
| 28 | D    | Anssi Salmela      | 1984 | 185  | 86   | L    | Brynäs              |
| 29 | A    | Patrik Laine       | 1998 | 193  | 95   | R    | Tappara             |
| 32 | P    | Niklas Bäckström   | 1978 | 187  | 85   | L    | Calgary Flames      |
| 36 | A    | Jussi Jokinen - A  | 1983 | 183  | 87   | L    | Florida Panthers    |
| 37 | A    | Mika Pyörälä       | 1981 | 182  | 81   | L    | Oulun Kärpät        |
| 38 | D    | Juuso Hietanen     | 1985 | 180  | 85   | R    | Dinamo Mosca        |
| 40 | A    | Jarno Koskiranta   | 1986 | 192  | 89   | L    | SKA Pietroburgo     |
| 41 | A    | Antti Pihlström    | 1984 | 180  | 82   | L    | CSKA Mosca          |
| 51 | A    | Tomi Sallinen      | 1989 | 184  | 80   | L    | Djurgården          |
| 55 | D    | Atte Ohtamaa       | 1987 | 188  | 92   | L    | Jokerit             |
| 56 | A    | Teemu Pulkkinen    | 1992 | 180  | 90   | R    | Detroit Red Wings   |
| 61 | A    | Aleksander Barkov  | 1995 | 191  | 96   | L    | Florida Panthers    |
| 64 | A    | Mikael Granlund    | 1992 | 179  | 83   | L    | Minnesota Wild      |
| 71 | A    | Leo Komarov        | 1987 | 180  | 90   | L    | Toronto Maple Leafs |
| 96 | A    | Mikko Rantanen     | 1996 | 192  | 98   | L    | Colorado Avalanche  |

### Francia
Allenatore:  David Henderson
Lista dei convocati aggiornata al 10 maggio 2016.
| N. | Pos. | Nome                         | Anno | Alt. | Peso | Tiro | Squadra             |
| -- | ---- | ---------------------------- | ---- | ---- | ---- | ---- | ------------------- |
| 4  | D    | Jonathan Janil               | 1987 | 189  | 93   | R    | Bordeaux GHC        |
| 7  | A    | Yorick Treille               | 1980 | 190  | 97   | R    | Dragons de Rouen    |
| 9  | A    | Damien Fleury - A            | 1986 | 180  | 84   | R    | SERC Wild Wings     |
| 10 | A    | Laurent Meunier - C          | 1979 | 181  | 84   | R    | La Chaux-de-Fonds   |
| 12 | A    | Valentin Claireaux           | 1991 | 180  | 90   | R    | KeuPa HT            |
| 18 | D    | Yohann Auvitu                | 1989 | 183  | 87   | L    | HIFK                |
| 20 | A    | Eliot Berthon                | 1992 | 171  | 83   | L    | Bienne              |
| 25 | A    | Nicolas Ritz                 | 1992 | 182  | 87   | L    | Lillehammer IK      |
| 26 | D    | Benjamin Dieude-Fauvel       | 1986 | 188  | 96   | L    | Kalamazoo Wings     |
| 27 | A    | Loïc Lampérier               | 1989 | 187  | 90   | L    | Dragons de Rouen    |
| 28 | A    | Damien Raux                  | 1984 | 178  | 82   | L    | Dragons de Rouen    |
| 33 | P    | Ronan Quemener               | 1988 | 186  | 86   | L    | Asplöven HC         |
| 39 | P    | Cristobal Huet               | 1975 | 183  | 93   | L    | Losanna             |
| 41 | A    | Pierre-Édouard Bellemare - A | 1985 | 182  | 90   | L    | Philadelphia Flyers |
| 42 | A    | Julien Desrosiers            | 1980 | 178  | 83   | L    | Bordeaux GHC        |
| 46 | D    | Grégory Beron                | 1989 | 181  | 87   | R    | Gothiques d'Amiens  |
| 49 | P    | Florian Hardy                | 1985 | 183  | 83   | L    | Dornbirn            |
| 57 | D    | Teddy Trabichet              | 1987 | 179  | 89   | L    | Rapaces de Gap      |
| 62 | D    | Florian Chakiachvili         | 1992 | 186  | 87   | L    | Dragons de Rouen    |
| 72 | A    | Jordann Perret               | 1994 | 178  | 79   | L    | Brûleurs de Loups   |
| 77 | A    | Sacha Treille                | 1987 | 194  | 95   | L    | Dragons de Rouen    |
| 80 | A    | Teddy Da Costa               | 1986 | 180  | 85   | R    | Vaasan Sport        |
| 82 | A    | Charles Bertrand             | 1991 | 185  | 92   | R    | Vaasan Sport        |
| 90 | D    | Maxime Moisand               | 1990 | 176  | 82   | R    | Dauphins d'Épinal   |
| 94 | A    | Tim Bozon                    | 1994 | 186  | 88   | L    | St. John's IceCaps  |

### Germania
Allenatore:  Marco Sturm
Lista dei convocati aggiornata al 12 maggio 2016.
| N. | Pos. | Nome                  | Anno | Alt. | Peso | Tiro | Squadra             |
| -- | ---- | --------------------- | ---- | ---- | ---- | ---- | ------------------- |
| 1  | P    | Thomas Greiss         | 1986 | 186  | 94   | L    | New York Islanders  |
| 2  | D    | Denis Reul            | 1989 | 193  | 110  | R    | Adler Mannheim      |
| 5  | D    | Korbinian Holzer      | 1988 | 190  | 94   | R    | Anaheim Ducks       |
| 7  | D    | Daryl Boyle           | 1987 | 185  | 89   | R    | Red Bull München    |
| 8  | A    | Tobias Rieder         | 1993 | 180  | 82   | L    | Arizona Coyotes     |
| 9  | A    | Jerome Flaake         | 1990 | 190  | 92   | L    | Hamburg Freezers    |
| 10 | D    | Christian Ehrhoff - A | 1982 | 188  | 92   | L    | Chicago Blackhawks  |
| 12 | A    | Brooks Macek          | 1992 | 181  | 82   | R    | Iserlohn Roosters   |
| 17 | A    | Marcus Kink - A       | 1985 | 186  | 96   | L    | Adler Mannheim      |
| 29 | A    | Leon Draisaitl        | 1995 | 189  | 96   | L    | Edmonton Oilers     |
| 31 | P    | Felix Brueckmann      | 1990 | 181  | 83   | L    | Grizzlys Wolfsburg  |
| 36 | A    | Yannic Seidenberg     | 1984 | 172  | 82   | L    | Red Bull München    |
| 37 | A    | Patrick Reimer        | 1982 | 179  | 86   | R    | Nürnberg Ice Tigers |
| 43 | A    | Gerrit Fauser         | 1989 | 182  | 87   | L    | Grizzlys Wolfsburg  |
| 50 | A    | Patrick Hager         | 1988 | 178  | 83   | L    | Kölner Haie         |
| 51 | P    | Timo Pielmeier        | 1989 | 183  | 82   | L    | ERC Ingolstadt      |
| 52 | A    | Felix Schütz          | 1987 | 178  | 84   | L    | Rögle               |
| 57 | A    | Marcel Goc - C        | 1983 | 185  | 92   | L    | Adler Mannheim      |
| 74 | A    | Dominik Kahun         | 1995 | 180  | 80   | L    | Red Bull München    |
| 81 | D    | Torsten Ankert        | 1988 | 188  | 87   | R    | Kölner Haie         |
| 82 | D    | Sinan Akdag           | 1989 | 190  | 89   | L    | Adler Mannheim      |
| 87 | A    | Philip Gogulla        | 1987 | 188  | 88   | L    | Kölner Haie         |
| 90 | D    | Constantin Braun      | 1988 | 191  | 97   | L    | Eisbären Berlino    |
| 91 | D    | Moritz Müller         | 1986 | 187  | 92   | L    | Kölner Haie         |
| 92 | A    | Marcel Noebels        | 1992 | 189  | 87   | L    | Eisbären Berlino    |

### Slovacchia
Allenatore:  Zdeno Cíger
Lista dei convocati aggiornata al 13 maggio 2016.
| N. | Pos. | Nome              | Anno | Alt. | Peso | Tiro | Squadra             |
| -- | ---- | ----------------- | ---- | ---- | ---- | ---- | ------------------- |
| 2  | D    | Andrej Sekera - C | 1986 | 183  | 87   | L    | Edmonton Oilers     |
| 8  | D    | Michal Sersen - A | 1985 | 188  | 92   | L    | Slovan Bratislava   |
| 10 | A    | Martin Réway - A  | 1995 | 178  | 79   | L    | Friburgo-Gottéron   |
| 13 | A    | Tomáš Jurčo       | 1992 | 188  | 85   | L    | Detroit Red Wings   |
| 14 | D    | Andrej Meszároš   | 1985 | 188  | 99   | L    | Sibir’ Novosibirsk  |
| 15 | D    | Ivan Švarný       | 1984 | 187  | 95   | L    | Slovan Bratislava   |
| 21 | A    | Peter Cehlárik    | 1995 | 188  | 91   | L    | Luleå               |
| 22 | A    | Vladimír Dravecký | 1985 | 182  | 90   | L    | Oceláři Trinec      |
| 25 | A    | Marek Viedenský   | 1990 | 192  | 88   | R    | Slovan Bratislava   |
| 26 | D    | Juraj Mikuš       | 1988 | 194  | 100  | L    | Sparta Praga        |
| 28 | A    | Pavol Skalický    | 1995 | 195  | 94   | R    | Slovan Bratislava   |
| 30 | P    | Samuel Baroš      | 1994 | 182  | 82   | L    | HKm Zvolen          |
| 33 | P    | Július Hudáček    | 1988 | 184  | 84   | R    | Örebro              |
| 41 | A    | Patrik Lušňák     | 1988 | 180  | 85   | L    | Slovan Bratislava   |
| 42 | P    | Branislav Konrád  | 1987 | 188  | 85   | L    | Olomouc             |
| 51 | D    | Dominik Graňák    | 1983 | 182  | 81   | L    | Rögle               |
| 52 | D    | Martin Marinčin   | 1992 | 192  | 88   | L    | Toronto Maple Leafs |
| 56 | A    | Marko Daňo        | 1994 | 182  | 90   | L    | Winnipeg Jets       |
| 59 | A    | Andrej Šťastný    | 1991 | 191  | 99   | L    | Slovan Bratislava   |
| 61 | A    | Marek Bartánus    | 1987 | 190  | 99   | R    | Košice              |
| 62 | D    | Christián Jaroš   | 1996 | 192  | 93   | R    | Luleå               |
| 65 | A    | Tomáš Marcinko    | 1988 | 193  | 97   | R    | Pardubice           |
| 79 | A    | Libor Hudáček     | 1990 | 175  | 75   | R    | Örebro              |
| 80 | A    | Tomáš Hrnka       | 1991 | 196  | 97   | L    | Košice              |
| 83 | A    | Martin Bakoš      | 1990 | 188  | 90   | R    | Bílí Tygři Liberec  |

### Stati Uniti
Allenatore:  John Hynes
Lista dei convocati aggiornata al 13 maggio 2016.
| N. | Pos. | Nome               | Anno | Alt. | Peso | Tiro | Squadra               |
| -- | ---- | ------------------ | ---- | ---- | ---- | ---- | --------------------- |
| 1  | P    | Keith Kinkaid      | 1989 | 191  | 88   | L    | New Jersey Devils     |
| 2  | D    | Connor Murphy - A  | 1993 | 193  | 96   | R    | Arizona Coyotes       |
| 6  | D    | Chris Wideman      | 1990 | 178  | 82   | R    | Ottawa Senators       |
| 7  | A    | J. T. Compher      | 1995 | 180  | 87   | R    | Michigan Wolverines   |
| 10 | A    | Jordan Schroeder   | 1990 | 175  | 80   | R    | Minnesota Wild        |
| 11 | A    | Brock Nelson       | 1991 | 191  | 93   | L    | New York Islanders    |
| 14 | A    | Tyler Motte        | 1995 | 175  | 86   | L    | Michigan Wolverines   |
| 15 | D    | Noah Hanifin       | 1997 | 191  | 93   | L    | Carolina Hurricanes   |
| 16 | D    | Steven Santini     | 1995 | 188  | 94   | R    | Boston College Eagles |
| 18 | A    | Kyle Connor        | 1996 | 185  | 79   | L    | Michigan Wolverines   |
| 19 | A    | Patrick Maroon     | 1988 | 191  | 104  | L    | Edmonton Oilers       |
| 21 | A    | Dylan Larkin       | 1996 | 185  | 86   | L    | Detroit Red Wings     |
| 23 | A    | Matt Hendricks - C | 1981 | 183  | 94   | L    | Edmonton Oilers       |
| 24 | A    | Hudson Fasching    | 1995 | 188  | 98   | R    | Buffalo Sabres        |
| 28 | A    | Miles Wood         | 1995 | 185  | 88   | L    | Boston College Eagles |
| 29 | D    | Jake McCabe        | 1993 | 183  | 97   | L    | Buffalo Sabres        |
| 30 | P    | Mike Condon        | 1990 | 188  | 89   | L    | Montreal Canadiens    |
| 31 | P    | Thatcher Demko     | 1995 | 193  | 95   | L    | Boston College Eagles |
| 34 | A    | Auston Matthews    | 1997 | 188  | 88   | L    | ZSC Lions             |
| 48 | A    | Vince Hinostroza   | 1994 | 178  | 82   | R    | Chicago Blackhawks    |
| 55 | D    | David Warsofsky    | 1990 | 175  | 77   | L    | New Jersey Devils     |
| 71 | A    | Nick Foligno - A   | 1987 | 183  | 95   | L    | Columbus Blue Jackets |
| 72 | A    | Frank Vatrano      | 1994 | 178  | 98   | L    | Boston Bruins         |
| 76 | D    | Brady Skjei        | 1994 | 191  | 93   | L    | New York Rangers      |

### Ungheria
Allenatore:  Rich Chernomaz
Lista dei convocati aggiornata al 5 maggio 2016.
| N. | Pos. | Nome             | Anno | Alt. | Peso | Tiro | Squadra              |
| -- | ---- | ---------------- | ---- | ---- | ---- | ---- | -------------------- |
| 2  | A    | Csaba Kovács - A | 1984 | 178  | 83   | L    | Fehérvár AV19        |
| 5  | D    | Bence Stipsicz   | 1997 | 186  | 85   | L    | MAC Budapest         |
| 6  | D    | Bence Szirányi   | 1988 | 187  | 78   | L    | Fehérvár AV19        |
| 9  | A    | András Benk      | 1987 | 189  | 93   | L    | Fehérvár AV19        |
| 10 | A    | Gergő Nagy       | 1989 | 192  | 96   | L    | Fehérvár AV19        |
| 13 | A    | Krisztián Nagy   | 1994 | 177  | 84   | L    | MAC Budapest         |
| 16 | A    | Dániel Koger     | 1989 | 191  | 82   | L    | Fehérvár AV19        |
| 20 | A    | István Sofron    | 1988 | 189  | 91   | L    | KAC                  |
| 21 | A    | János Vas - A    | 1984 | 186  | 89   | L    | Slavia Praga         |
| 22 | A    | Vilmos Galló     | 1996 | 183  | 86   | L    | Linköping            |
| 25 | A    | Bálint Magosi    | 1989 | 188  | 90   | R    | Diables Rouges       |
| 26 | D    | Kevin Wehrs      | 1988 | 178  | 78   | L    | Fehérvár AV19        |
| 28 | A    | István Bartalis  | 1990 | 186  | 88   | L    | Fehérvár AV19        |
| 29 | P    | Zoltán Hetényi   | 1988 | 188  | 97   | L    | Fehérvár AV19        |
| 30 | P    | Adam Vay         | 1994 | 196  | 104  | L    | Debrecen             |
| 31 | P    | Miklós Rajna     | 1991 | 180  | 85   | L    | Fehérvár AV19        |
| 36 | A    | Csanád Erdély    | 1996 | 188  | 90   | L    | Sioux Falls Stampede |
| 38 | A    | Frank Banham     | 1975 | 185  | 88   | R    | Fehérvár AV19        |
| 41 | A    | Balázs Sebők     | 1994 | 185  | 90   | L    | KalPa                |
| 42 | D    | Márton Vas - C   | 1980 | 186  | 96   | L    | Fassa Falcons        |
| 52 | D    | Jesse Dudás      | 1988 | 188  | 102  | R    | DVTK Jegesmedvék     |
| 55 | A    | Andrew Sarauer   | 1984 | 194  | 93   | L    | Fehérvár AV19        |
| 61 | D    | István Mestyán   | 1989 | 190  | 92   | L    | MAC Budapest         |
| 65 | D    | Kalvin Sagert    | 1987 | 187  | 107  | L    | DVTK Jegesmedvék     |
| 70 | D    | Zsombor Garát    | 1997 | 187  | 90   | L    | MAC Budapest         |

LEGENDA:

P = Portiere, D = Difensore, A = Attaccante, L = sinistra, R = destra